# ۱ فروردین
۱ فروردین یکمین روز از سال در گاه‌شماری خورشیدی است. به پایان سال ۳۶۵ روز (۳۶۶ روز در سال کبیسه) مانده‌است.

## رویدادها
- ۱ - سرآغاز گاه‌شماری هجری خورشیدی
- ۱۱۷۵ - تاج‌گذاری رسمی آقامحمدخان قاجار
- ۱۳۱۰ - بنیان‌گذاری روزنامه آلیک
- ۱۳۱۴ - رضاشاه از دولت‌های خارجی خواست تا در مکاتبات رسمی از عبارت ایران که توسط خود ایرانیان از گذشته استفاده می‌شده، برای کشور استفاده کنند
- ۱۳۹۷ - طوفان ۱۳۹۷ گلستان
- ۱۴۰۰ - آغاز اعتصاب غذای گسترده زندانیان سیاسی

## زادروزها
- ۱۲۴۴ - محمد میرزا کاشف‌السلطنه، پدر چای ایران
- ۱۲۹۲ - سید محمدولی قرنی، نظامی
- ۱۳۰۰ - شعبان جعفری، از بازیگران کودتای ۲۸ مرداد
- ۱۳۰۱ - قمر آریان، نویسنده
- ۱۳۰۱ - محمود ماهرالنقش، کاشی‌کار
- ۱۳۰۲ - حسن کامکار، موسیقی‌دان
- ۱۳۰۳ - مرضیه، خواننده
- ۱۳۰۳ - خلیل عقاب، سیرک‌باز
- ۱۳۰۴ - خسرو تسلیمی، تهیه‌کننده فیلم
- ۱۳۰۴ - علی بهزادی، روزنامه‌نگار
- ۱۳۰۵ - ژازه تباتبایی، نقاش
- ۱۳۰۵ - محمد صادقی تهرانی، از مراجع تقلید شیعه
- ۱۳۰۵ - محمد شیرخدایی، آهنگ‌ساز
- ۱۳۰۵ - محمد هژبر ابراهیمی، مجسمه‌ساز
- ۱۳۰۷ - عبدالحسین جلالیان، شاعر
- ۱۳۰۷ - محمود عبادیان، آموزگار فلسفه
- ۱۳۰۹ - ربابه مرادوا، خواننده
- ۱۳۱۰ - جمشید لایق، بازیگر
- ۱۳۱۰ - پرویز کلانتری، نقاش
- ۱۳۱۱ - پری صابری، نویسنده
- ۱۳۱۲ - پریرخ دادستان، روان‌شناس
- ۱۳۱۹ - ارسلان فلاح حجت انصاری، سیاستمدار
- ۱۳۲۲ - کتایون مزداپور، زبان‌شناس
- ۱۳۲۳ - محمد منتظری، سیاستمدار
- ۱۳۲۹ - کاظم هژیرآزاد، بازیگر
- ۱۳۳۰ - محرم زینال‌زاده، بازیگر
- ۱۳۳۰ - کاظم صدیقی، رئیس ستاد امر به معروف و نهی از منکر
- ۱۳۳۳ - شهناز تهرانی، بازیگر
- ۱۳۳۵ - محمدعلی طاهری، بنیان‌گذار مجموعه عرفان کیهانی
- ۱۳۳۵ - بمانی دلدار گلچین، بازیگر[۱]
- ۱۳۳۸ - عطاءالله سلمانیان، بازیگر
- ۱۳۳۸ - سلمان هراتی، شاعر
- ۱۳۳۸ - سید حسن قاضی‌زاده هاشمی، سیاستمدار
- ۱۳۳۸ - حشمت‌الله طبرزدی، روزنامه‌نگار
- ۱۳۳۹ - محمدحسن نظافتی، جراح قلب
- ۱۳۴۰ - سعید کاظمی آشتیانی، رویان‌شناس
- ۱۳۴۴ - مهشید افشارزاده، بازیگر
- ۱۳۴۵ - عبدالحسین مختاباد، آهنگساز
- ۱۳۵۳ - پانته‌آ سیروس، بازیگر
- ۱۳۵۴ - یوسف علیخانی، نویسنده
- ۱۳۵۴ - مریم حسینیان، نویسنده
- ۱۳۵۵ - حسن ریوندی، استندآپ کمدین و مجری
- ۱۳۵۶ - محمدرضا گلزار، بازیگر
- ۱۳۵۷ - زهره فکورصبور، بازیگر
- ۱۳۵۸ - مهرنوش شریعتی، عروسک‌گردان
- ۱۳۶۲ - بابک جهانبخش، خواننده
- ۱۳۶۳ - روح‌الله بیگدلی، بازیکن فوتبال
- ۱۳۶۵ - میلاد زنیدپور، بازیکن فوتبال
- ۱۳۶۵ - علی حمودی، بازیکن فوتبال
- ۱۳۶۵ - حسام محمودی، بازیگر
- ۱۳۶۷ - سیامند رحمان، وزنه‌بردار
- ۱۳۶۹ - رامین رضاییان، بازیکن فوتبال
- ۱۳۷۱ - اکبر ایمانی، بازیکن فوتبال
- ۱۳۷۱ - وحید خشتان، بازیکن فوتبال
- ۱۳۷۱ - بهادر مولایی، وزنه‌بردار
- ۱۳۷۵ - مجتبی مقتدایی، بازیکن فوتبال
- ۱۳۷۸ - سارا بهمنیار، کاراته‌کار

## درگذشت‌ها
- ۱۲۹۹ - کلنل فضل‌الله خان، از افسران ژاندارمری ایران در زمان دودمان قاجار
- ۱۳۴۴ - مرتضی محجوبی، موسیقی‌دان
- ۱۳۷۰ - علی دریابیگی، کارگردان
- ۱۳۷۵ - کلارا آبکار، نخستین زن مینیاتوریست در ایران
- ۱۳۸۵ - سروش خلیلی، بازیگر
- ۱۳۸۸ - خدیجه ثقفی، همسر سید روح‌الله خمینی
- ۱۳۹۰ - محمد صادقی تهرانی، از مراجع تقلید شیعه
- ۱۳۹۹ - ارسلان فلاح حجت انصاری، نماینده لاهیجان در دوره نخست مجلس شورای اسلامی
- ۱۴۰۱ - محمد محمدی ری‌شهری، نماینده استان تهران در دوره پنجم مجلس خبرگان رهبری
- ۱۴۰۱ - مهرنوش شریعتی، عروسک‌گردان
- ۱۴۰۳ - فرامرز اصلانی، خواننده و آهنگساز
- ۱۴۰۴ - پروانه اعتمادی، نقاش

## روزهای جهانی
- روز جهانی نوروز
- روز جهانی مبارزه با تبعیض نژادی
- روز جهانی شعر
- روز جهانی جنگل ها
- روز جهانی سندروم داون